# Strabrechtse Heide & Beuven

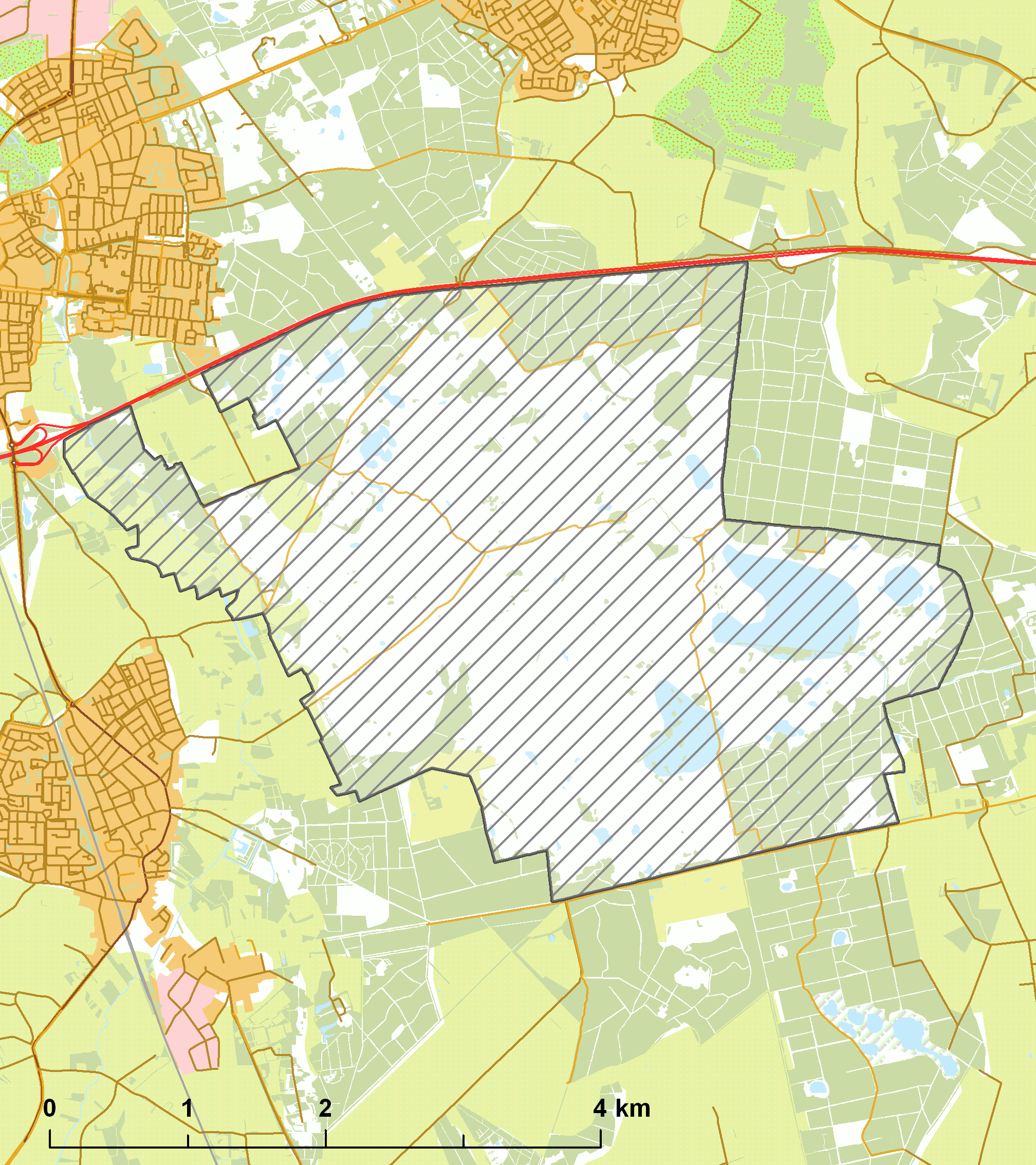
Natura 2000 gebied

Strabrechtse Heide & Beuven is een Natura 2000-gebied (classificatie hogere zandgronden, gebied 137) in de Nederlandse provincie Noord-Brabant (gemeenten Geldrop-Mierlo, Heeze-Leende, Someren). Het gebied heeft een oppervlakte van 1.859 ha en wordt beheerd door Staatsbosbeheer, Gemeente Someren, Brabants Landschap, Rijkswaterstaat en particulieren.